# Château du Prieuré
Le château du Prieuré est un château de la commune de Conflans-Sainte-Honorine dans le département des Yvelines. Il abrite aujourd'hui le musée de la Batellerie.

## Histoire
En 1808, l'ancien prieuré Sainte-Honorine est acheté par la famille de Samuel Lhéritier de Chézelles. 
Un procès-verbal décrivant le domaine permet d'en connaître l'état en 1830. Le bâtiment principal a été entièrement redistribué et un jardin à l'anglaise a été aménagé. Une grange est construite et une glacière aménagée dans une ancienne salle voûtée en ogive. L'église Sainte-Honorine  N° 2, construite  à partir de 1750-51 remplaçant  celle de 1085-86, est transformée engrange/écurie puis démolie vers 1840. 
Après avoir eu plusieurs propriétaires successifs entre 1829 et 1838, le domaine est acheté par Marguerite Fardel qui réalise des aménagements hydrauliques : construction d'un réservoir alimenté par des eaux pompées dans la Seine. Elle  aménage une orangerie. Elle vend la propriété à Joséphine Marcal, veuve de Joseph Marin Batard-Gévelot en 1850. Cette dernière rachète des maisons pour les abattre et fait construire l'aile la plus septentrionale en 1856. En 1868, son fils Jules Gévelot hérite de la propriété dans laquelle il effectue de nombreux travaux : remembrement du domaine, achat du Clos de Rome avec construction d'un passage souterrain sous la rue aux Moines pour rejoindre la Seine (1881), construction de la cascade, d'une grande serre, du colombier. 
Le château lui-même est considérablement remanié : construction du jardin d'hiver entre les deux ailes, habillement des façades ouest et sud dans un style néo-Renaissance et néo-gothique, en 1872 agrandissement du château vers le nord par adjonction du porche et en 1875 de l'aile nord. 
En 1904, sa veuve, Emma hérita du domaine qu'elle conserva jusqu'à sa mort en 1927. Ses héritiers le revendirent à la ville de Conflans en 1931 pour 2 millions de francs de l'époque dont un million de subventions obtenu du conseil général de Seine-et-Oise. Elle y ouvre le musée de la Batellerie en 1966. 
Le Grand Cellier du prieuré fait l'objet d'une inscription au titre des monuments historiques par arrêté du 29 juin 1950 et le site est classé depuis le 1er mars 1944.

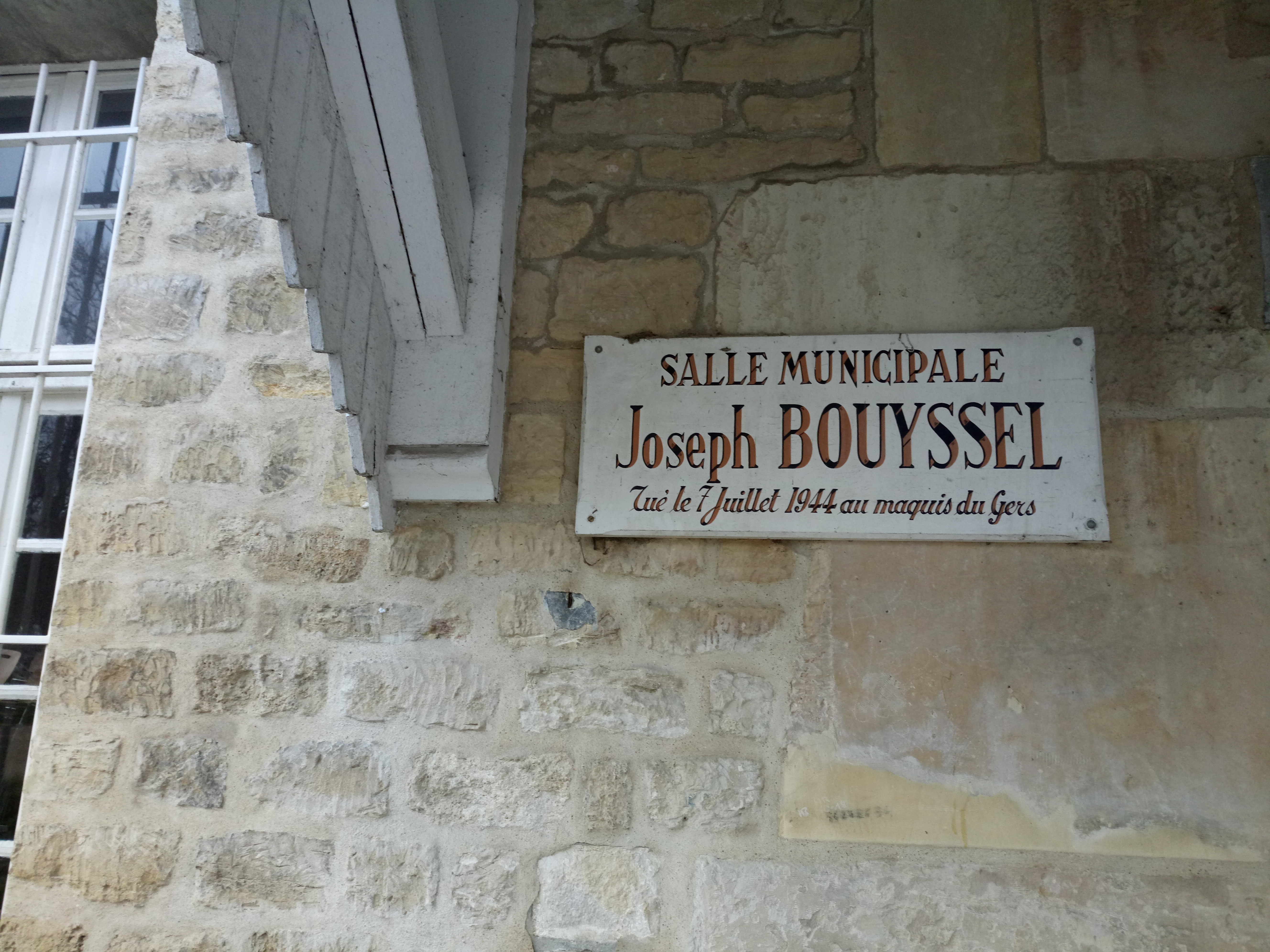
Plaque sur la salle Bouyssel, ancienne grange.

La salle municipale Bouyssel a été aménagée dans une grange reconvertie, ainsi nommée en hommage au résistant Joseph Bouyssel, instituteur et résistant durant le Seconde Guerre mondiale, notamment depuis le maquis de Meilhan.